# Бира (посёлок городского типа)

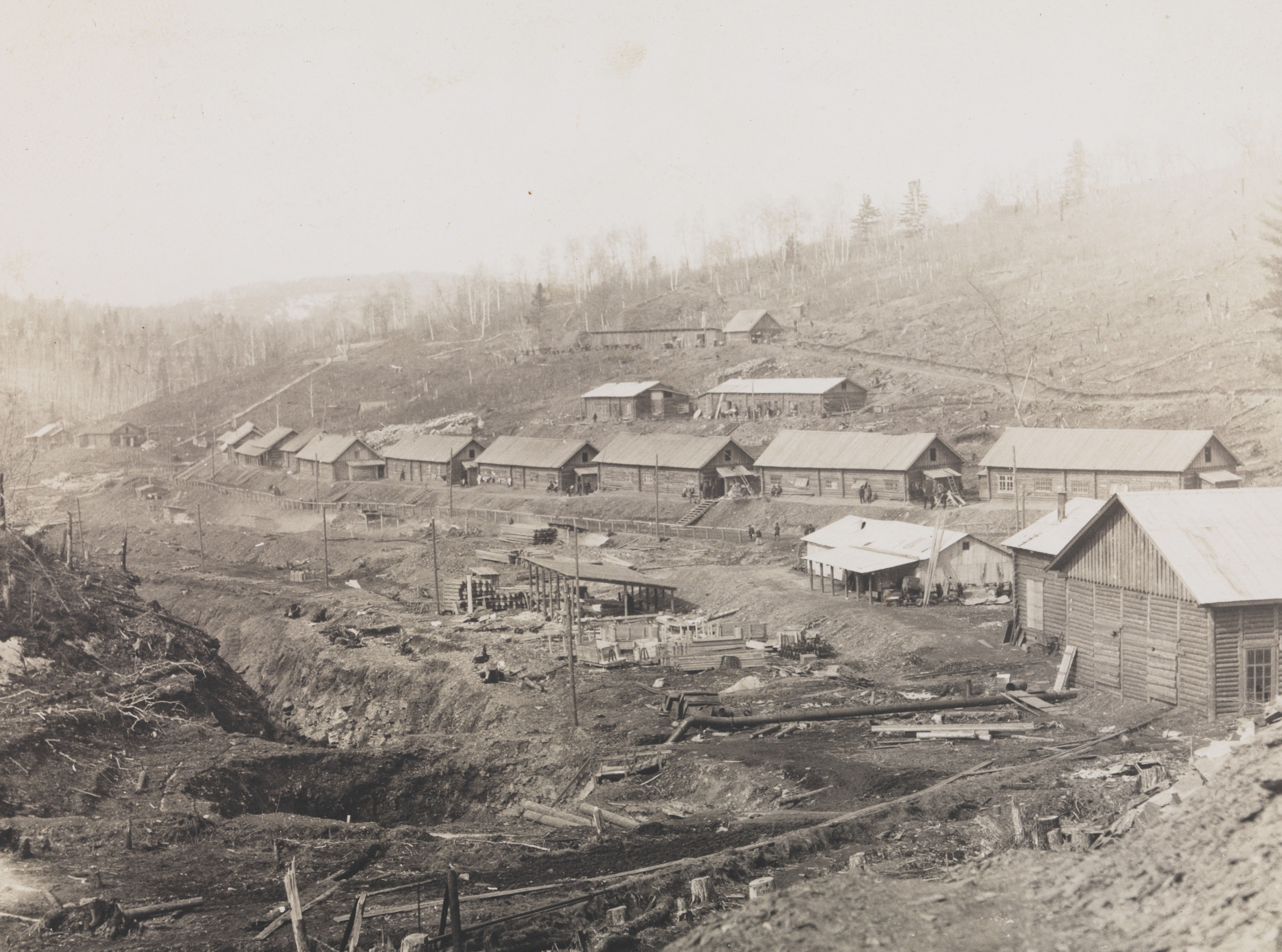
Бира, 1913 год.

Бира́ — посёлок в Облученском районе Еврейской автономной области России.

## География
Посёлок расположен на левом берегу реки Биры. В нём расположена одноимённая станция Дальневосточной железной дороги. Население 2787 чел. (2023). Расстояние до районного центра города Облучья около 120 километров на запад по федеральной автодороге «Амур», расстояние до областного центра города Биробиджана около 50 километров на восток по федеральной автодороге «Амур».
Климат
- Среднегодовая температура воздуха: −0,9 °C
- Относительная влажность воздуха: 71,8 %
- Средняя скорость ветра: 2,9 м/с

| Среднесуточная температура воздуха в Бире по данным NASA | Среднесуточная температура воздуха в Бире по данным NASA | Среднесуточная температура воздуха в Бире по данным NASA | Среднесуточная температура воздуха в Бире по данным NASA | Среднесуточная температура воздуха в Бире по данным NASA | Среднесуточная температура воздуха в Бире по данным NASA | Среднесуточная температура воздуха в Бире по данным NASA | Среднесуточная температура воздуха в Бире по данным NASA | Среднесуточная температура воздуха в Бире по данным NASA | Среднесуточная температура воздуха в Бире по данным NASA | Среднесуточная температура воздуха в Бире по данным NASA | Среднесуточная температура воздуха в Бире по данным NASA | Среднесуточная температура воздуха в Бире по данным NASA |
| Янв                                                      | Фев                                                      | Мар                                                      | Апр                                                      | Май                                                      | Июн                                                      | Июл                                                      | Авг                                                      | Сен                                                      | Окт                                                      | Ноя                                                      | Дек                                                      | Год                                                      |
| −23,0 °C                                                 | −18,6 °C                                                 | −10,9 °C                                                 | 0,9 °C                                                   | 9,1 °C                                                   | 15,8 °C                                                  | 18,8 °C                                                  | 17,2 °C                                                  | 10,7 °C                                                  | 1,3 °C                                                   | −11,5 °C                                                 | −21,5 °C                                                 | −0,9 °C                                                  |
| -------------------------------------------------------- | -------------------------------------------------------- | -------------------------------------------------------- | -------------------------------------------------------- | -------------------------------------------------------- | -------------------------------------------------------- | -------------------------------------------------------- | -------------------------------------------------------- | -------------------------------------------------------- | -------------------------------------------------------- | -------------------------------------------------------- | -------------------------------------------------------- | -------------------------------------------------------- |

## История

### 1894—1920 годы
Населённый пункт Бира основан в 1894 году.  Название населённому пункту дано по реке Бире, в переводе с языка местных народов которое означает реку. По другим источникам название посёлка Бира означает большую воду.
По другой версии, селение основано в 1908 году пятью братьями Бобыревыми недалеко от стойбища Бирар.
При строительстве Амурской железной дороги в 1912 было построена станция Бира.
В 1915 году в посёлке начало строиться паровозное депо. Первые паровозы водили составы весом до 500 тонн. В 1911 году, в 1,2 км от будущей железнодорожной станции было создано Бирское каменноугольное товарищество, однако, уголь здесь стали добывать ещё в 1907 году углекопами, прибывавшими сюда на пароходах из Хабаровска и Благовещенска. В истории Бирских копей есть эпизод 1912 года, связанный с именем знаменитого писателя и исследователя Дальнего Востока В. К. Арсеньева. Он побывал на копях в феврале 1912 года и дал месторождению каменного угля высокую оценку: Было обследовано месторождение каменного угля, находящегося в 160 вёрстах от Амура, на левом берегу Биры. Уголь чистый, блестящего чёрного цвета, отделяется мелкими кусками, горит длинным светлым пламенем, оставляя очень мало золы. Ввиду отсутствия угля между Хабаровском и Благовещенском значение бирского угля огромное: 
1. он находится в тылу армии;
2. Для флота (канонерских лодок) он является единственной каменноугольной базой;
3. он нужен для судоходства на Амуре;
4. уголь нужен для Амурской железной дороги и городу Хабаровску. 
Река Бира является единственным естественным путём сообщения, по которому производилась подвозка грузов и продовольственных запасов к строящейся Амурской железной дороге. К концу февраля 1912 года Бирским каменноугольным товариществом добыто 150 000 пудов угля. По итогам поездки на Биру Владимир Клавдиевич составил доклад для губернатора Приамурья.
Ниже приводится один из разделов этого доклада:

«Управляющий копями инженер Марков — человек энергичный и смелый. Рабочие: русские, китайцы, корейцы, среди русских — семь казаков, десять татар, остальные 98 человек — приезжие из России. Среди последних один лютеранин, два католика, один старовер, остальные православные. Рабочие получают от 15 до 18 руб. в месяц на готовом содержании и продовольствии. Кроме того, выдаются ещё наградные деньги по большим праздникам и при увольнении со службы. Многие из них просили разрешение привезти и поселить здесь свои семьи. Они намерены в свободные часы и праздничные дни сами для себя построить дома. На копях имеется фельдшер и недавно оборудованная аптека с большим количеством инструментов, медикаментов и перевязочных материалов. Имеется большой магазин с хорошими запасами предметов первой необходимости. Что касается запасов продовольствия, то в настоящее время они невелики, но в марте они будут доведены до такой цифры, которая обеспечит рудник до мая месяца, к этому времени новые транспорты будут доставляться уже на лодках, баржах, пароходах в достаточном количестве».
В 1913 году построена водонапорная башня, которая снабжала водой паровозы. В 1918 году на станцию Бира, самую крупную узловую станцию между Хабаровском и Архарой, были стянуты силы японских интервентов. 13 мая 1919 года в посёлке были зверски замучены японскими интервентами активные участники большевистского подполья Николай Трофимович Онищенко и его супруга Александра Григорьевна. В 1920 году по инициативе П. П. Постышева на станции Бира создана партийная ячейка ВКП(б).

### 1920—1929 годы
Летом 1920 и в январе-феврале 1922 годов на станции Бира находился штаб Первой дивизии Восточного фронта Дальневосточной республики, который в разное время возглавляли видные военачальники В. К. Блюхер, П. П. Постышев, С. М. Серышев. Именно здесь готовился план наступления войск народоармейцев к станциям Ольгохта и Волочаевка. В 1922 году на станции находился штабной поезд Народно-Революционной армии Дальнего Востока. В 1923 году образован Бирский сельский совет. На 1928 год в селе Бира было 4 934 жителя, имелись предприятие кооперативной промышленности, электростанция мощностью 217 кВ. В жилых домах не было электрического освещения, водопровода и канализации. Имелись баня и парикмахерская, две школы, детский сад, двое яслей, две библиотеки, восемь торговых точек, звуковая киноустановка, типография, в которой издавалась газета. Врачей в селе было два. Бирский поселковый совет рабочих, крестьянских и красноармейских депутатов образован 4 февраля 1929 года в связи преобразованием села Бира в рабочий посёлок. Относился к Хингано-Архаринскому району Дальневосточного края.

### 1930—1934 годы
Бирский поселковый совет рабочих, крестьянских и красноармейских депутатов входил в состав Биробиджанского национального района Дальневосточного края.
1931 год. Начал работу леспромхоз, построен лесопильный завод, открылись пошивочная мастерская, артель «Бирский труженик». Работала обувная артель. Построен завод по выгонке дёгтя из берёзовой коры, пихтовый завод по сбору смолы.
1932 год. Удобное расположение посёлка Бира, его непосредственное близость к лесозаготовкам, а главное наличие железнодорожной станции привело к созданию на базе Бирского жилкомхоза 2-го отделения Дальлага Бирлага — Бирского узла лагерей, объединяющего ряд лагпунктов лесного профиля с огромной территорией от п. Архара до п. Розенгардовка. Основным видом деятельности колоний были лесозаготовки и лесопереработка. С лесозаготовительных участков лес-кругляк по узкоколейке доставлялся в посёлок, а оттуда по железной дороге расходился по «большой земле».
1932 год. На станции Бира располагался один из крупных переселенческих пунктов. 20 июля 1934 года ВЦИК постановил образовать в составе автономной Еврейской национальной области: Бирский район с центром в рабочем посёлке Бира.

### 1935—1997 годы
Бирский поселковый Совет относился к Бирскому району Еврейской автономной области Хабаровского края. В 1935 году в посёлке Бира издавалась на русском языке газета «Сталинский призыв». Периодичность составляла 8 раз в месяц.
1941 год. С первых дней войны в военкомат поступили тысячи заявлений с просьбой: «Прошу отправить меня на фронт». Областная комсомольская организация провела в Бирском районе 9 мобилизаций, 1 212 комсомольцев было отправлено на фронт, а всего из этого района за годы войны в ряды вооружённых сил Союза ССР было призвано 66 000 комсомольцев. В период Великой Отечественной войны Бирское лаготделение было одним из крупнейших участков по заготовке леса для нужд фронта Дальнего востока. Численность работающих на участках лесозаготовок была в пределах 8-9 тысяч. Бирлаг заготавливал и вывозил до 500 тысяч кубометров леса в год. У лаготделения была своя узкоколейная дорога. Она обеспечивала вывозку леса на лесобиржу станции Бира ДВЖД. Протяжённость дороги составляла 40 километров, а вместе с лесозаготовительными усами 200 километров.
4 сентября 1945 года. Указом Верховного совета РСФСР районный центр из рабочего посёлка Бира перенесён в город Облучье, Бирский район переименован в Облученский. Бирский поселковый совет относился к Облученскому району Еврейской автономной области в связи переносом райцентра в город Облучье.
В 1985 году в Бире появились первые многоквартирные дома, но построили их в нижнем посёлке.
27 апреля 1997 года случилось возгорание хранилищ на складе войсковой части в посёлке. По масштабу и характеру это чрезвычайное событие явилось серьёзной проверкой готовности всех сил и средств территориальной подсистемы РСЧС к действиям по ликвидации чрезвычайных ситуаций. В тот воскресный день, когда поселяне отмечали православную Пасху, в 14 час. 25 мин. в штаб по делам гражданской обороны и чрезвычайным ситуациям Еврейской автономной области поступила информация о сильном пожаре на военном складе боеприпасов в посёлке Бира. Менее чем через час в район чрезвычайной ситуации выехала оперативная группа штаба. Сразу после начала пожара было прервано движение поездов по Транссибирской магистрали, так как в них находились тысячи пассажиров и тысячи тонн грузов. Силами местного отделения милиции была перекрыт участок Облучье — Биробиджан федеральной автомобильной дороги. Каждую минуту из посёлка поступали тревожные сообщения: «Взрывная волна дошла до посёлка. Во многих домах выбиты стёкла в окнах. Идёт стихийное отселение людей». Ситуация требовала немедленных действий. В 15 час. 30 мин. по распоряжению главы администрации области был создан штаб по ликвидации последствий чрезвычайной ситуации. В его состав, кроме специалистов гражданской обороны, вошли начальники служб территориальной подсистемы РСЧС. Её силы и средства были переведены в режим чрезвычайной ситуации. На первом же своём заседании штаб принял решение о эвакуации населения из района чрезвычайной ситуации и его расселение в посёлки Семисточный,Трек и областной центр город Биробиджан. В срочном порядке были эвакуированы рабочие и служащие войсковой части, семьи военнослужащих, проживающие на территории объекта. Для этих целей было выделено 22 автобуса. Взрослые и дети размещались в зданиях учебных заведений, детских садов, помещениях вокзала, гостинице, воинских частях. Для пострадавшего населения было организовано горячее питание. Всего из пострадавшего района было эвакуировано 1 800 человек. С прибытием руководства области и основных сил службы общественного порядка УВД области был плотно блокирован опасный район. Были закрыты все улицы посёлка, взяты под охрану около 500 оставленных жителями домов, организована охрана личного имущества граждан, ларьков, магазинов, охрана важных объектов: узла связи, почты, сберкассы. Силами ОМОН и линейного отделения милиции осуществлялось круглосуточное патрулирование улиц посёлка. В местное отделение милиции доставлялись лица, бесцельно слоняющиеся по улицам посёлка, что позволило не допустить мародёрства. Для пострадавшего населения вертолётами Дальневосточного регионального центра МЧС России доставлялась гуманитарная помощь: продукты питания, предметы первой необходимости, тёплые одеяла, одежда. Воздушная разведка, проведённая утром 28 апреля с вертолёта над складом боеприпасов, показала, что интенсивность взрывов значительно снизилась, а радиус разлёта боеприпасов уменьшился. Таким образом, посёлок оказался вне зоны поражения, вечером в его дома стали возвращаться жители. В результате взрывов боеприпасов были повреждены 95 м железнодорожного полотна и около 700 м контактной сети ЛЭП-500. Прежде чем ремонтно-восстановительные бригады приступили к восстановлению объектов жизнедеятельности посёлка, воинам-сапёрам пришлось выполнить большой объём работ по расчистке дворов, улиц, местности вдоль железнодорожного полотна и возле линий электропередачи от взрывоопасных предметов. В общей сложности воинами-сапёрами было вывезено в район уничтожения 652 боеприпаса. Только после этих работ ремонтные бригады приступили к восстановлению разрушенных линий электропередачи, железнодорожного полотна, остеклению окон казарм, школы-интерната, больницы, детского сада, жилых домов. В 13 часов 28 апреля движение по железнодорожной магистрали и автомобильным дорогам было открыто. 14 мая, когда были завершены работы на ЛЭП, свет пришёл в дома поселян. Для ликвидации последствий этой чрезвычайной ситуации потребовались усилия 238 человек, 76 единиц техники. По предварительным подсчётам, материальный ущерб от чрезвычайной ситуации составил около 8 млрд руб. Во время чрезвычайной ситуации удалось избежать потерь, не было и раненых.

### 1998—2011 годы

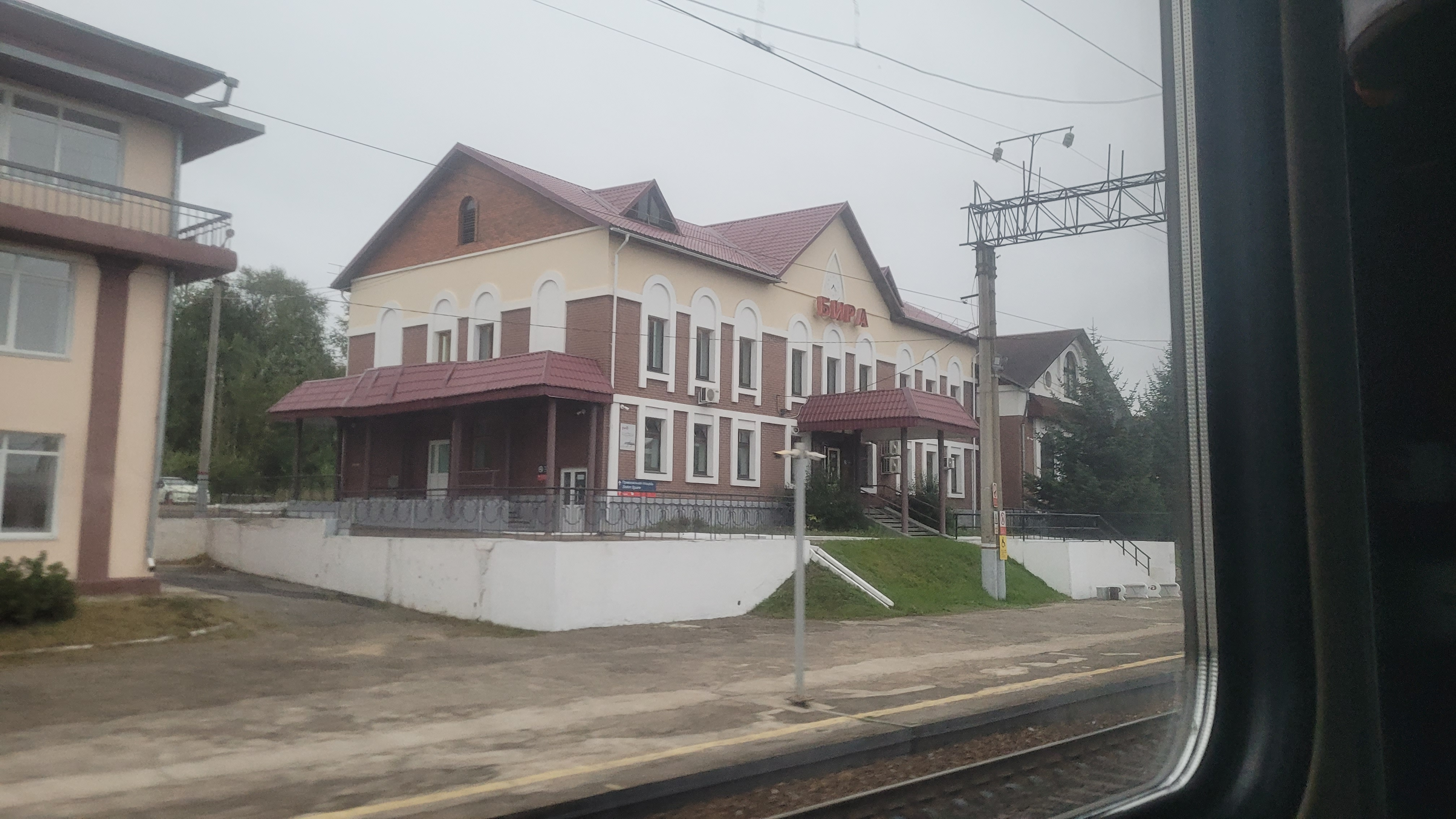
Вокзал Бира

Население на 2002 год составило 4 311 человек. В 2002 году в Бире располагались: поселковая администрация, лесхоз, участок Облученского госпромхоза, трансформаторная подстанция 220 кВ, отделение связи, линейная амбулатория, муниципальная врачебная амбулатория, средняя общеобразовательная и основная общеобразовательная коррекционная общеобразовательная школа-интернат, дошкольных учреждения, 2 библиотеки, дом культуры, сеть магазинов.
На 2004 год население посёлка Бира составляет 4 313 человек. В Бире расположены поселковая администрация, лесхоз, участок Облученского госпромхоза, предприятие по добыче и розливу минеральной воды, трансформаторная подстанция 220 кВ, отделение связи, линейная амбулатория, муниципальная врачебная амбулатория, средняя общеобразовательная и основная общеобразовательная школы, коррекционная общеобразовательная школа-интернат, два дошкольных учреждения, две библиотеки, дом культуры, сеть магазинов. Согласно Закону ЕАО от 02.11.2004 г. № 338-ОЗ «О границах и статусе городских, сельских поселений в составе Облученского муниципального района» определён статус Бирского городского поселения в составе пос. Бира, с. Семисточного, с. Будукан, с. Трек с административным центром — пос. Бира. Законом Еврейской автономной области от 18.09.2008 г. № 436-ОЗ внесено изменение в статью 1 Закона ЕАО № 338-ОЗ: с. Семисточное заменено на с. Семисточный. Площадь территории 4568,2 км².
Количество населения по состоянию на 01.11.2010 3088 чел. (в сравнении с 2009 г. 4611 чел.), включая: п. Бира — 2303 чел., с. Будукан — 431 чел., с. Семисточный — 332 чел., с. Трек — 22 чел. Плотность населения составляет 0,7 чел/км²
29 августа 2011 года. На здании администрации муниципального образования Бирское городское поселение установлена мемориальная доска исследователю дальневосточных земель, этнографу, географу и писателю Владимиру Клавдиевичу Арсеньеву, посетившему Биру более 100 лет назад с инспекцией Бирских каменноугольных копей.

## Население
| 1923  | 1924  | 1926  | 1930  | 1939  | 1959  | 1970  | 1979  | 1989  |
| ----- | ----- | ----- | ----- | ----- | ----- | ----- | ----- | ----- |
| 750   | ↗1260 | ↗2092 | ↗2700 | ↗6354 | ↗9121 | ↘5220 | ↘4484 | ↘4111 |
| 1992  | 1998  | 2002  | 2009  | 2010  | 2011  | 2012  | 2013  | 2014  |
| ↘4000 | →4000 | ↗4311 | ↘3534 | ↘3167 | ↘3151 | ↘3058 | ↘2953 | ↘2914 |
| 2015  | 2016  | 2017  | 2018  | 2019  | 2020  | 2021  | 2023  |       |
| ↘2889 | ↘2845 | ↘2773 | ↘2710 | ↘2625 | ↘2611 | ↗2847 | ↘2787 |       |

## Инфраструктура
Посёлок Бира местными жителями условно делится на две части: Верхний посёлок, расположенный севернее железной дороги и Нижний посёлок — южнее железной дороги, на берегу реки.
В Нижнем посёлке находится ФГБУ «ЛИУ № 2» Министерства юстиции РФ (межобластная больница для лечения заключённых, в том числе страдающих туберкулёзом).

## Люди, связанные с посёлком
В 2005 году в посёлке Бира установили мемориальную доску Герою Советского Союза Вере Сергеевне Кащеевой и переименовали Сигнальную ул. в улицу Кащеевой.